# Gustav Born (Mediziner, 1921)
Gustav Victor Rudolf Born (* 29. Juli 1921 in Göttingen; † 16. April 2018 in London) war ein deutsch-britischer Pharmakologe.

## Leben
Gustav Born war der Sohn des Physikers und Nobelpreisträgers Max Born und von Hedwig Born geb. Ehrenberg. Er ging in Göttingen und, nach der Emigration seiner Eltern (1933), in Cambridge und Edinburgh zur Schule. Er studierte Medizin an der Universität Edinburgh und wurde an der Universität Oxford promoviert. Er war 1960 bis 1973 Vandervell Professor für Pharmakologie am Royal College of Surgeons of England und der Universität London und 1973 bis 1978 Sheild Professor für Pharmakologie an der Universität Cambridge und Fellow des Gonville and Caius College. 1978 bis 1986 war er Professor für Pharmakologie am King’s College London. Ab 1989 hatte er eine Forschungsprofessur am William Harvey Research Institute des St Bartholomew’s Hospital Medical College in London.
Born erforschte insbesondere die Pathophysiologie des Blutkreislaufs, insbesondere zu Hämostase, Thrombose und Arteriogenese. Nach ihm ist der sog. Born-Test, ein Verfahren zur Thrombozytenfunktionsmessung, benannt.
1980/1981 war er Gründungspräsident der British Society on Thrombosis and Haemostasis. Von 1979 bis 1981 war er Präsident der International Society for Thrombosis and Haemostasis.
Born war unter anderem Gastprofessor in Paris (Fondation de France, 1982 bis 1984), Tübingen (1963), an der Brown University und der Northwestern University. Er war langjähriger Berater von Pharmafirmen wie der Bayer AG, Merck KGaA, Boehringer Ingelheim und Imperial Chemical Industries. Er war Mitglied des Club of Rome.

## Familie
Seine Tochter Georgina Born (* 1955), aus der Ehe mit der Ärztin und Psychoanalytikerin Ann Plowden-Wardlaw, ist Professorin für Soziologie, Anthropologie und Musik in Cambridge und Rockmusikerin. In zweiter Ehe war Gustav Born mit der Ärztin Faith Born verheiratet. Er hatte fünf Kinder.
Der deutsche Rechtswissenschaftler und Jurist Victor Ehrenberg war sein Großvater mütterlicherseits.
Die Sängerin und Schauspielerin Olivia Newton-John (Tochter seiner Schwester Irene Born) war seine Nichte.
Gustav Born schrieb ein Buch über seine Familiengeschichte und (mit Lorie Karnath) ein Kinderbuch über Wissenschaft.
Seine Erinnerungen wurden im Jahre 2017 von der Max und Gustav Born Stiftung für Bildung in Recklinghausen veröffentlicht.

## Auszeichnungen und Ehrungen
- 1972: Fellow der Royal Society
- 1979: Ritter des Ordre national du Mérite
- 1979: Albrecht-von-Haller-Medaille der Universität Göttingen
- 1979: Fellow des Royal College of Physicians
- 1979: Ehrenfellow des St. Peter’s College in Oxford[6]
- 1979: Albrecht von Haller-Medaille Göttingen
- 1980: Paul-Morawitz-Preis
- 1981: Ehrenmitglied der New York Academy of Sciences
- 1984: Auenbrugger-Medaille der Universität Graz
- 1987: Royal Medal der Royal Society
- 1990: Robert-Pfleger-Preis
- 1994: Alexander-von-Humboldt-Award
- 2001: Ernst-Jung-Goldmedaille in Medizin
- 2002: Ehrenfellow des Royal College of Surgeons
- 2009: Wellcome-Goldmedaille der British Pharmacological Society

Gustav Born war Ehrendoktor zahlreicher Universitäten, darunter der Universität Bordeaux, der Loyola University in Chicago, der Universität Düsseldorf, der University of Edinburgh, der Katholieke Universiteit Leuven, der Universität London, der Universität München, der Universität Münster, der Universität Paris und der Brown University in Providence.
Gustav Born war korrespondierendes Mitglied der Königlich Belgischen Akademie für Medizin, Mitglied der Leopoldina (1971) und der Rheinisch-Westfälischen Akademie der Wissenschaften.
2010 wurden das Gustav Born Center of Vascular Research an der Universität Edinburgh und eine Professur daselbst nach ihm benannt.